# Dofí comú de musell llarg
El dofí comú de musell llarg (Delphinus capensis) és una espècie de dofí comú. Té un àmbit de distribució més restringit que el del dofí comú de musell curt (Delphinus delphis). Té diverses zones no contigües de distribució en oceans tropicals i temperats càlids. La distribució inclou parts del sud i l'oest d'Àfrica, gran part de l'oest de Sud-amèrica, del sud de Califòrnia al centre de Mèxic, la costa del Perú, zones al voltant del Japó, Corea i Taiwan i, possiblement, prop d'Oman.